# 포트 시카고 참사

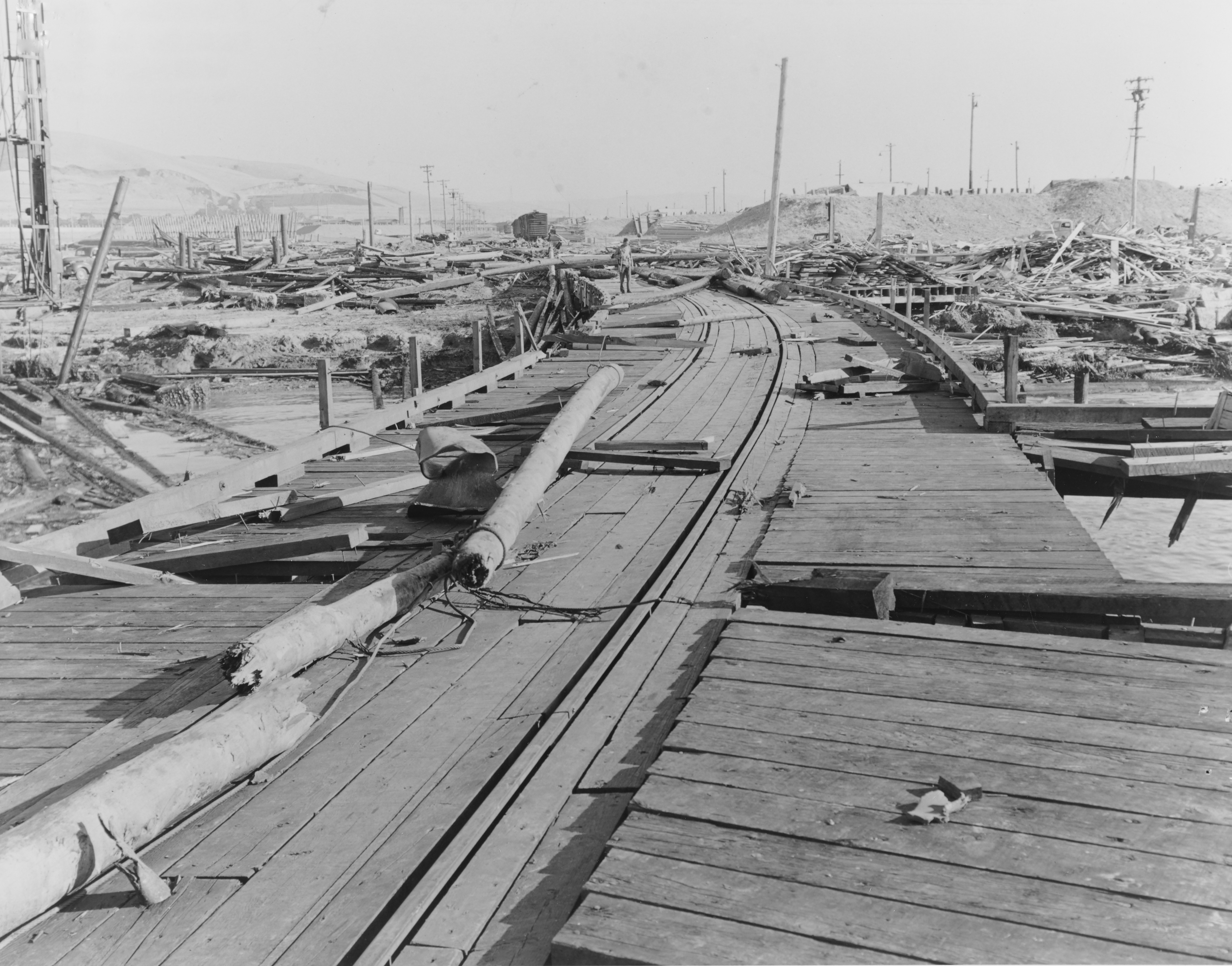

포트 시카고 참사(Port Chicago disaster)는 1944년 7월 17일 미국 캘리포니아주 포트 시카고에 있는 포트 시카고 해군 잡지에서 SS E. A. 브라이언호의 치명적인 군수품 폭발이었다. 태평양 전구로 향하는 화물선에 적재된 군수품이 폭발하여 320명의 선원과 민간인이 사망하고 390명이 부상을 입었다.
한달 후, 안전하지 않은 상황으로 인해 수백 명의 군인이 군수품 적재를 거부했는데, 이는 포트 시카고 반란(Port Chicago Mutiny)으로 알려진 행위였다. "포트 시카고 50인"으로 불리는 50명의 남성이 반란 혐의로 유죄 판결을 받고 15년의 징역형과 중노동형, 불명예 제대를 선고 받았다. 50개 중 47개가 1946년 1월에 석방되었다. 나머지 세 명은 추가로 몇 달 동안 감옥에서 복역했다.
군법회의 도중과 이후에 절차의 공정성과 적법성에 대한 의문이 제기되었다. 대중의 압력으로 인해 미 해군은 1945년에 군법회의를 다시 소집했고, 그 위원회는 유죄 판결을 재확인했다. 이 사건을 둘러싼 광범위한 홍보는 이 사건을 아프리카계 미국인을 대상으로 한 차별에 반대하는 미국인들 사이에서 유명한 원인으로 만들었다. 1944~45년의 기타 인종 관련 해군 시위로 인해 해군은 관행을 바꾸고 1946년 2월부터 병력 분리를 시작했다. 1994년 포트 시카고 해군 매거진 국립 기념관(Port Chicago Naval Magazine National Memorial)은 재난으로 목숨을 잃은 사람들을 기리기 위해 헌정되었다.

## 같이 보기
- 핼리팩스 대폭발

## 참고
- Allen, Robert L. "The Port Chicago disaster and its aftermath." The Black Scholar 13.2–3 (1982): 3–29.
- Allen, Robert L. (2006). 《The Port Chicago Mutiny》. Berkeley, CA: Heyday Books. ISBN 978-1-59714-028-7. OCLC 63179024.
- Astor, Gerald (2001). 《The Right to Fight: A History of African Americans in the Military》. Da Capo Press. ISBN 0-306-81031-X.[깨진 링크]
- Bell, Christopher; Elleman, Bruce (2003). 《Naval Mutinies of the Twentieth Century: An International Perspective》. Routledge. ISBN 0-7146-8468-6.
- Clabough, Jeremiah, and Deborah Wooten. "Bias, bigotry, and bungling: Teaching about the Port Chicago 50." Social Education 80.3 (2016): 160–165. online
- Delmont, Matthew F. (2022). 《Half American: The Epic Story of African Americans Fighting World War II at Home and Abroad》. Penguin Publishing Group. ISBN 978-1984880390.
- Guttridge, Leonard F. (1992). 〈Port Chicago〉. 《Mutiny: A History of Naval Insurrection》. Naval Institute Press. ISBN 0-87021-281-8.
- Jones, Ray; Joseph Lubow (2006). 《Disasters and Heroic Rescues of California》. Globe Pequot. ISBN 0-7627-3822-7.[깨진 링크]
- Schneller, Robert J. Jr. (2005). 《Breaking the Color Barrier: The U.S. Naval Academy's First Black Midshipmen and the Struggle for Racial Equality》. NYU Press. ISBN 0-8147-4013-8.
- Wagner, Margaret E.; Barrett Osborne, Linda; Reyburn, Susan; Library of Congress staff (2007). 《The Library of Congress World War II Companion》. Simon & Schuster. ISBN 978-0-7432-5219-5.